# كيث واين
كيث واين (بالإنجليزية: Keith Wayne)‏ هو ممثل أمريكي، ولد في 16 يناير 1945 في الولايات المتحدة، وتوفي بنفس المكان في 9 سبتمبر 1995.

## أعمال

### أفلام
- (1968) ليلة الموتى الأحياء

## وصلات خارجية
- كيث واين على موقع IMDb (الإنجليزية)
- كيث واين على موقع ألو سيني (الفرنسية)
- كيث واين على موقع أول موفي (الإنجليزية)
- كيث واين على موقع قاعدة بيانات الأفلام السويدية (السويدية)
- كيث واين على موقع قاعدة بيانات الفيلم (الإنجليزية)
- كيث واين على موقع كينوبويسك (الروسية)